# 只埜榛奈
只埜 榛奈（ただの はるな、1995年4月23日 - ）は、宮城県出身の元女子プロ野球選手（内野手、投手）、指導者、監督。
ニックネームは「はるちゃん」。

## 経歴
兄の影響で、小学4年生から地元の少年野球団「松山シャークス」で野球を始める。チームでは、遊撃手と投手を任された。
その後は男女の体力差を懸念し野球を続けるか悩むが、当時の野球団の監督に背中を押され、松山中でも野球部に入部する。2年生の夏以降には主将を任され、2010年3月に行われた東北中学校選抜野球大会では宮城県選抜に選出された。女子選手が選出されたのは初めてのことであった。
中学卒業後は女子野球ができる環境ではなかったため、ソフトボールへの転向を決意し、聖和学園高等学校に進学。インターハイと国体に出場した。卒業後は大学からソフトボールの推薦を受けるが、周囲の後押しで女子プロ野球を志すようになり、入団テストを経て晴れて女子プロ野球選手となる。

### レイア時代
2014年からノース・レイアに入団。開幕当初は控えからのスタートだったが、プロ初打席初安打を機に出場機会を増やし始め、シーズン中盤以降はレギュラーに定着し、三塁で17試合・指名打者で10試合に先発出場した。また、投手としてマウンドに立つ機会もあり、5試合の登板で防御率2.33の数字を残すなど、高卒1年目ながらチームに欠かせない主力選手となった。
2年目を迎えた2015年からは、チームが東北レイアと名称を変え、育成球団としてスタートを切ったため大幅な選手の入れ替えが生じ、高卒1年目の立場から一転、年上が2歳上の堀越美紀のみとなったチーム編成に加え、高卒ルーキー6人を迎え入れたチームの中で副主将を任される。
そのチーム方針から公式戦が激減し、年間通じて計9試合しか開催されなかったが、その9試合全てでフルイニング出場を果たし、3番に6試合・5番に3試合座りチームトップの打率.280をマークした。しかし、チームは10月17日のジャパンカップ出場決定戦で2-2の引き分けに終わり、規定によりジャパンカップへの出場はならなかった。
なお、3月28日発売の『女子プロ野球Walker 2015』では表紙を飾った。

### 京都フローラ時代
2015年末の「2016年チーム体制発表」の際に、東北レイアで2年目だった選手はトップチームに昇格との発表があり、岩田きくと共に京都フローラへ移籍となる。背番号はルーキー時代と同じ29となった。
3月26日のチームのホーム開幕戦となった埼玉アストライア戦 (第1戦) では、4回裏に磯崎由加里から移籍後初安打初打点となるレフト前タイムリーヒットを放つ。
5月2日のアストライア戦 (第3戦) には7回表に移籍後初登板を果たす。安打2本と失策が絡み1死満塁とされるが、9番・出口彩香をショートフライ、1番・中野菜摘をファーストゴロに打ち取り無失点で切り抜けた。
三塁でレギュラーに定着し、7月28日までのオールスターゲームのファン投票では内野手部門で5位となり選出となった。8月11日に行われたオールスターゲームに8番三塁でフル出場し、二塁打を含む2安打を放った。

### 第1次埼玉アストライア時代
2017年に、プロ4年目にして3球団目となる埼玉アストライアに移籍した。背番号は15。

### 愛知ディオーネ時代
2018年に、愛知ディオーネに移籍した。背番号は前年に引き続き15。

### 第2次埼玉アストライア時代
2019年シーズンから再び埼玉アストライアに所属することになったが、11月1日に今季限りで女子プロ野球リーグを退団することが発表された。

### プロ退団後
2020年2月16日、東海NEXUSの初代メンバー、キャプテンとして活動することが発表された (背番号は6)。2023年9月には女子野球日本代表に選出され、広島県内で開催したワールドカップB組に出場した。
2024年に現役引退を公表し、来季から監督を務めることが発表された。

## 選手としての特徴
- 身長158cmと決して大柄ではないものの[3]、強靭な下半身の強さを活かした鋭い打球が持ち味で、変化球に強い。
- 守備では主に三塁を守る。強い打球への反応に優れており、遠投76mの強肩も武器。

## 詳細情報

### 年度別打撃成績
| 年 度     | 球 団        | 試 合 | 打 席 | 打 数 | 得 点 | 安 打 | 二 塁 打 | 三 塁 打 | 本 塁 打 | 塁 打 | 打 点 | 盗 塁 | 盗 塁 死 | 犠 打 | 犠 飛 | 四 球 | 敬 遠 | 死 球 | 三 振 | 併 殺 打 | 打 率 | 出 塁 率 | 長 打 率 | O P S |
| --------- | ------------ | ----- | ----- | ----- | ----- | ----- | -------- | -------- | -------- | ----- | ----- | ----- | -------- | ----- | ----- | ----- | ----- | ----- | ----- | -------- | ----- | -------- | -------- | ----- |
| 2014      | レイア       | 33    | 90    | 74    | 5     | 18    | 1        | 0        | 0        | 19    | 9     | 2     | 0        | 3     | 4     | 8     | -     | 1     | 8     | 2        | .243  | .310     | .257     | .567  |
| 2015      | レイア       | 9     | 29    | 25    | 0     | 7     | 0        | 0        | 0        | 7     | 2     | 0     | 1        | 2     | 0     | 1     | -     | 1     | 6     | 0        | .280  | .333     | .280     | .613  |
| 2016      | フローラ     | 35    | 90    | 78    | 7     | 21    | 3        | 1        | 0        | 26    | 10    | 0     | 0        | 10    | 0     | 2     | -     | 0     | 9     | 1        | .269  | .288     | .333     | .621  |
| 2017      | アストライア | 33    | 93    | 80    | 4     | 16    | 4        | 0        | 0        | 20    | 7     | 1     | 0        | 8     | 1     | 2     | -     | 2     | 14    | 2        | .200  | .235     | .250     | .485  |
| 2018      | ディオーネ   | 44    | 146   | 118   | 11    | 34    | 9        | 1        | 0        | 45    | 21    | 3     | 0        | 10    | 3     | 13    | -     | 2     | 14    | 0        | .288  | .360     | .381     | .741  |
| 2019      | アストライア | 66    | 217   | 188   | 15    | 51    | 11       | 1        | 0        | 64    | 18    | 1     | 1        | 15    | 2     | 10    | -     | 2     | 20    | 5        | .271  | .312     | .340     | .652  |
| JWBL：6年 | JWBL：6年    | 220   | 665   | 563   | 42    | 147   | 28       | 3        | 0        | 181   | 67    | 7     | 2        | 48    | 10    | 36    | -     | 8     | 71    | 10       | .261  | .310     | .321     | .631  |

- 2019年度シーズン終了時。
- 「-」は記録なし。

### 年度別投手成績
| 年 度     | 球 団     | 登 板 | 先 発 | 完 投 | 完 封 | 無 四 球 | 勝 利 | 敗 戦 | セ 丨 ブ | ホ 丨 ル ド | 勝 率 | 打 者 | 投 球 回 | 被 安 打 | 被 本 塁 打 | 与 四 球 | 敬 遠 | 与 死 球 | 奪 三 振 | 暴 投 | ボ 丨 ク | 失 点 | 自 責 点 | 防 御 率 | W H I P |
| --------- | --------- | ----- | ----- | ----- | ----- | -------- | ----- | ----- | -------- | ----------- | ----- | ----- | -------- | -------- | ----------- | -------- | ----- | -------- | -------- | ----- | -------- | ----- | -------- | -------- | ------- |
| 2014      | レイア    | 5     | -     | 0     | 0     | 0        | 0     | 0     | 0        | 1           | ----  | 40    | 9.0      | 10       | 0           | 3        | -     | 0        | 1        | 0     | 0        | 4     | 3        | 2.33     | 1.44    |
| 2015      | レイア    | 3     | -     | 0     | 0     | 0        | 0     | 0     | 0        | 0           | ----  | 25    | 5.1      | 10       | 0           | 1        | -     | 0        | 1        | 0     | 0        | 4     | 4        | 5.28     | 2.08    |
| 2016      | フローラ  | 1     | -     | 0     | 0     | 0        | 0     | 0     | 0        | 0           | ----  | 6     | 1.0      | 2        | 0           | 0        | -     | 0        | 0        | 0     | 0        | 0     | 0        | 0.00     | 2.00    |
| JWBL：3年 | JWBL：3年 | 9     | -     | 0     | 0     | 0        | 0     | 0     | 0        | 1           | ----  | 71    | 15.1     | 22       | 0           | 4        | -     | 0        | 2        | 0     | 0        | 8     | 7        | 3.20     | 1.70    |

- 2016年度シーズン終了時。
- 「-」は記録なし。
- 太字はリーグ1位。

### 記録
打撃記録
- 初出場：2014年4月11日、対埼玉アストライア第1戦 (明治神宮野球場) 、7回表に石塚ちづるに代わり代走で出場。
- 初打席・初安打：2014年4月12日、対埼玉アストライア第2戦 (明治神宮野球場) 、5回裏に石塚ちづるの代打で出場、楢岡美和から左前安打。
- 初先発出場・初打点・初盗塁：2014年5月9日、対埼玉アストライア第5戦 (川口市営球場) 、7番・三塁手で先発出場、2回表に渚から右前適時安打、その後二盗 (捕手：今井志穂) 。

投手記録
- 初登板：2014年5月24日、ティアラカップ埼玉浦和大会1回戦・対京都フローラ (市営浦和球場) 、5回表途中 (1死三塁) に里綾実に代わり2番手で救援登板。
- 初ホールド：2014年5月25日、ティアラカップ埼玉浦和大会3位決定戦・対兵庫ディオーネ (市営浦和球場) 、3回裏 2死に2番手で救援登板、2回1/3を無失点。
- 初奪三振：2014年7月20日、対埼玉アストライア第14戦 (市営浦和球場) 、7回表に厚ヶ瀬美姫から見逃し三振。

### 表彰
- 2018年ゴールデングラブ賞（三塁手）

### 代表歴
- 2024 WBSC女子野球ワールドカップ

### 背番号
- 29 (2014年、2016年)
- 33 (2015年)
- 15 (2017年 - 2019年)
- 6 (2020年 - )